# Edipo rey (Orff)
Edipo rey (título original en alemán, Oedipus der Tyrann, subtitulado Ein Trauerspiel) es una ópera con música de Carl Orff. El libreto se basa en la versión que de la obra homónima de Sófocles hizo Friedrich Hölderlin, algo que Orff ya había hecho en su anterior ópera, Antígona. La compuso entre 1951 y 1958 y se estrenó el 11 de diciembre de 1959 en la Ópera Estatal de Stuttgart, Alemania bajo la dirección  musical de Ferdinand Leitner y la regia de Günther Rennert.

## Personajes
| Personaje               | Tesitura | Reparto del estreno, 11 de diciembre de 1959 Director: Ferdinand Leitner |
| ----------------------- | -------- | ------------------------------------------------------------------------ |
| Oedipus                 | tenor    | Gerhard Stolze                                                           |
| Un sacerdote            | bajo     | Willy Domgraf-Fassbaender                                                |
| Kreon                   | bajo     | Hans Baur                                                                |
| Voz del coro            | barítono | Hans Günter Nöcker                                                       |
| Tiresias                | tenor    | Fritz Wunderlich                                                         |
| Iokaste                 | soprano  | Astrid Varnay                                                            |
| Un mensajero de Corinto | tenor    | Hubert Buchta                                                            |
| Un pastor de Lajos      | barítono |                                                                          |
| Un otro mensajero       | barítono |                                                                          |

## Argumento
Debido a un oráculo que predijo que moriría por su propio hijo, Laios abandonó al futuro rey de Tebas, Edipo, cuando era niño. Otro oráculo, Edipo, más tarde predijo que mataría a su padre y viviría avergonzado con su madre. Luego deja a Polybos y Merope, el rey corintio y su esposa, quienes lo criaron como un hijo. En su caminata se encuentra con Laios y su compañero en una encrucijada. Se involucra en una pelea con ellos y mata, sin saberlo, a su padre biológico Laios. A las puertas de Tebas, puede redimir la ciudad de la Esfinge, un monstruo, y es recompensado con Yokaste, la viuda del rey Laios. Él la toma como su esposa y recibe el Reino de Tebas. Comienza la historia real del drama, en la que Edipo revela su pasado en seis etapas. Un oráculo que sugiere las causas de una epidemia de larga ira relaciona al cuñado de Edipo, Creonte, con el asesinato impune del predecesor de Edipos, Laios. El nuevo rey de Tebas abrió una investigación sobre el caso. El único testigo sobreviviente afirma que el asesinato fue cometido por una banda de ladrones.
Cuando Edipo le pide al vidente ciego que Tiresias le traiga para traer luz a la oscuridad, se niega a hablar el contexto verdadero. Solo cuando Edipo sospechó de sí mismo, ya no dudó: Edipo mismo fue el asesino de Laios. Este último no le cree y siente una conspiración entre Creonte y el vidente. Pero con el recuerdo del incidente en la encrucijada, hay primeras dudas. Cuando Edipo se entera por un mensajero que llega de Corinto que el difunto Polybos y su esposa no son sus padres biológicos, sino que lo han recibido de un sirviente de Laios, sus temores se vuelven ciertos. Yocaste se da cuenta de que se han cumplido las profecías de Delfos. La yuxtaposición del mensajero corintio que recibió a Edipo cuando era niño revela la verdad, las cicatrices en sus pies, que fueron perforadas en ese momento, son obvias: Edipo es el hijo de Laios e Yokaste. Cuando Edipo se precipita en la casa con horror, encuentra a Yokaste ahorcado. Se ciega con sus broches dorados. Edipo, que ahora no quiere nada más que morir, tiene que soportar el hecho de que la decisión recae en los dioses. Le entrega a sus hijos a Creonte, quien tomará el control de Tebas.

## Orquesta
Como la partitura de Antígona (Salzburg Festival 1949), la partitura de "Oedipus der Tyrann" de Orff proporciona una formación orquestal única en la historia de la música:
- 6 pianofortes con 10 pianistas
- 4 arpas
- 1 mandolino
- 1 celesta
- 1 armónica de cristal
- 9 contrabajos

- 6 flautas, todos también flautín, 2 flautas contraltos
- 6 oboes
- 6 trombones
- 1 órganon

La batería grande requiere de diez a quince percusionistas:
- 5 a 6 timbales, incluido un timbal alto en la
- 1 litófono
- 2 xilófonos
- 5-6 "xilófonos tenor con resonadores" del tipo Método Orff
- 5 tambores de madera
- 1 Guero
- 1 Bongo
- 2 Timbales
- 1 Tomtom grande
- 3 Congas
- 2 bombos
- 3 panderetas
- castañuelas
- 1 triángulo
- 1 Sistro
- 3 címbalos (turcos) sospesos
- 3 pares de címbalos (turcos)
- crótalos
- campanas tubulares
- 3 glockenspiel
- 1 metalófono
- 2 grandes gong javaneses en C y c

Detrás de la escena:
- 8 trompetas
- varios tamtams grandes golpeados con cimbalos

Los xilófonos con resonadores son instrumentos del Método Orff. Como no se usan en orquestales debido a la disposición cromática de las varillas, sino que solo permiten la ejecución de glissandi cromáticos, en la práctica actual de ejecución, la mayoría de los xilófonos de paso profundo se reemplazan por marimbas.
Si bien el rendimiento de la batería en el momento del estreno mundial exigió considerablemente a los bateristas, gracias al extraordinario desarrollo de la tecnología de batería en las últimas décadas, la partitura de Orff ya no ofrece obstáculos insuperables.

## Música
La composición de Orff de la traducción de Sófocles de Friedrich Hölderlin de 1804 significó la creación de una nueva forma de teatro musical en el que el texto mismo se musicaliza a través de la declamación de las voces que cantan. Una reducción extraordinaria de las estructuras armónicas en relación con el predominio de la forma rítmica resalta las características esenciales del estilo tardío de Orff. Especialmente los coros grandes, que muestran una tendencia pronunciada a construir paisajes sonoros más grandes y cerrados, demostran el método de pensamiento del compositor en constelaciones de tonos básicos sin una verdadera sintaxis de acordes. La renuncia de Orff a la gramática de la tonalidad armónica permitió al compositor, como el equivalente musical del lenguaje arcaico de Hölderlin, hacer de la voz de canto declamadora el vehículo para la acción. Como Pietro Massa pudo mostrar, un intenso intercambio de ideas entre el compositor y el filólogo clásico Wolfgang Schadewaldt, el musicólogo Thrasybulos Georgiades y Wieland Wagner, el director preferido dal compositor, estuvo a los orígenes de las óperas antiguas de Orff.
Concentrarse en un conjunto de instrumentos de percusión con un tono específico e indefinido, originalmente nacido de la fascinación que el único grupo viable de la orquesta ejerció sobre los compositores del siglo XX, también parece ser una verdadera solución de patente para un compositor que esté interesado en crear Las organizaciones de lanzamiento nunca habían sido una preocupación central. La idea de una cooperación diferenciada basada en la división del trabajo, que ha distinguido a la orquesta de la música artística occidental que ha crecido orgánicamente a lo largo de los siglos, aparece en la orquesta de las operas de Orff  su poesía de Hölderlin transpuestas en constelaciones de instrumentos que antes eran desconocidas para la música artística europea. En la partitura de Antigonae, el piano y los xilófonos, que están más familiarizados con las tareas marginales en la orquesta tradicional, asumen el papel que el cuerpo de la cuerda tenía en el movimiento orquestal de la música clásica vienesa. Los instrumentos tradicionales de la tradición orquestal europea, como flautas, oboes, trompetas, trombones y contrabajos, aparecen en Antigonae y Oedipus der Tyrann, con funciones encomendadas por los raros instrumentos de percusión de la orquesta del siglo XIX se percibió: Como timbres especiales con un atractivo sonoro casi exótico, solo se usan para tareas especiales motivadas dramatúrgicamente.
En la historia de la música del XX seculo, las óperas antiguas de Orff aparecen como un camino especial extraordinariamente original del teatro musical después de 1950, que ha recibido más atención en los años transcurridos desde 2000, sobre todo debido a la relación del lenguaje musical de Orff con las tendencias del minimalismo musical. De las tres óperas de Orff basadas su el drama griego antiguo, Oedipus der Tyrann pudo afirmarse menor en el repertorio, ya que la ópera Oedipus Rex de Igor Stravinski su poesía de Jean Cocteau (Paris, Théâtre Sarah-Bernhardt, 1927) prevalece en todo el mundo.

## Grabaciónes

### Audio
- Gerhard Stolze, Astrid Varnay, Hans Baur, Fritz Wunderlich, Willy Domgraf-Fassbaender, Hubert Buchta, Hans Günter Nöcker; Orchester und Chor der Württembergischen Staatsoper Stuttgart, dirección  musical: Ferdinand Leitner. Uraufführung 1959.
- Gerhard Stolze, Astrid Varnay, Kieth Engen, James Harper, Karl Christian Kohn, Hubert Buchta, Hans Günter Nöcker, Rolf Boysen, Heinz Cramer, Carlos Alexander; Symphonieorchester des Bayerischen Rundfunks, dirección  musical: Rafael Kubelík. Deutsche Grammophon 1966.

### Video
- Katrin Gerstenberger, Andreas Daum, Markus Durst, Sven Ehrke, Mark Adler, Thomas Mehnert; Staatstheater Darmstadt; regía: John Dew; dirección  musical: Stefan Blunier. Wergo 2010.